# 第三期教育

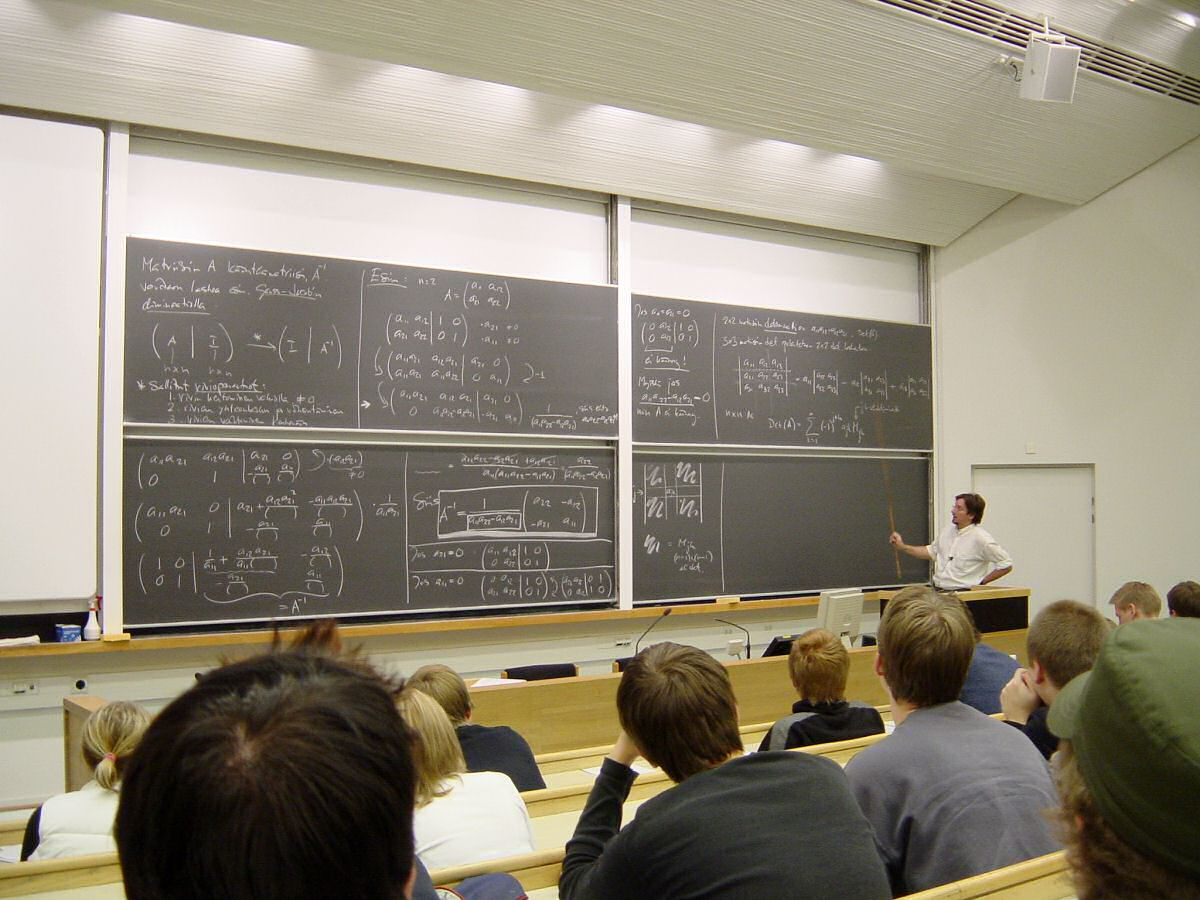
学生参加在一个高等院校的讲座。

第三期教育（英語：Tertiary education），又稱大專教育、專上教育、第三級教育或中学后教育（post-secondary education），是完成中学教育之后新的教育阶段。世界银行定义第三期教育包括大学以及教授进一步学习的具体能力的机构，比如学院、技术培训机构、社区大学、护理学校、研究实验室、卓越中心，以及远距离学习中心。第三期教育包括本科和研究生教育，而中学教育之后的职业教育和培训在英国被称为「进一步教育」（Further Learning），在美国称为「继续教育」（Continuing Learning）。
第三期教育一般在毕业时收到证书、文凭或学位。

## 英国
「第三期教育」包括进一步教育（FE）和高等教育（HE）。自1970年代以来，英国成立了被称为「高等院校」（Tertiary College）的专门FE机构，在提供职业教育的同時，设置诸如A Level等可以向高等教育的过渡的课程。作为较早的一例，1982年9月黑尔斯欧文地区的教育重组中成立的高等院校在运作十年后被终止。
在一些并非普遍提供预科教育的地区，高等院校可以同时充当预科学院以及一般的FE学院。然而，不像预科学校，这些高等院校的工作人员來自参加讲师（Lectures' Union），而非教师工会（Teachers' Union）。